# Morovnó
Morovnó (szlovákul Morovno) Nyitrabánya településrésze Szlovákiában, a Trencséni kerületben, a Privigyei járásban.

## Fekvése
Nyitrabánya központjától 5 km-re északnyugatra fekszik.

## Története
A 18. század végén Vályi András így ír róla: „MOROVNO. Tót falu Nyitra Várm. földes Ura G. Pálfy Uraság, lakosai külömbfélék, fekszik Rosztocsnóhoz nem meszsze, és annak filiája, határja ollyan mint Csauzáé.”
Fényes Elek 1851-ben kiadott geográfiai szótárában így ír a faluról: „Morován, tót falu, Nyitra vmegyében, Chrenocz fil., 139 kath. lak. F. u. gr. Pálffy Ferencz. Ut. postája Privigye.”
Borovszky Samu monográfiasorozatának Nyitra vármegyét tárgyaló része szerint: „Morovno, Handlovától északra fekvő kis tót falu, összesen 180 r. kath. vallásu lakossal. Postája Handlova, táviró- és vasúti állomása Privigye. Ősrégi község, mely már a XII. század elején »Morava« név alatt szerepelt. Corvin János birtoka volt, kitől Szapolyai István elfoglalta. Később a Thurzók tulajdonába került és végre a Pálffyak lettek urai. A faluban állami elemi iskola van.”
A trianoni diktátumig Nyitra vármegye Privigyei járásához tartozott.

## Népessége
1880-ban 163 lakosából 150 szlovák, 5 német anyanyelvű és 8 csecsemő volt.
1910-ben 230-an lakták, ebből 228 szlovák, 1-1 magyar és német.

## Nevezetességei
- Mihály arkangyal tiszteletére szentelt kápolnája 1902-ben épült, berendezése 20. századi.

## Külső hivatkozások
- Morovno Szlovákia térképén

## Lásd még
- Nyitrabánya
- Újgyarmat